# Giuseppe Comino

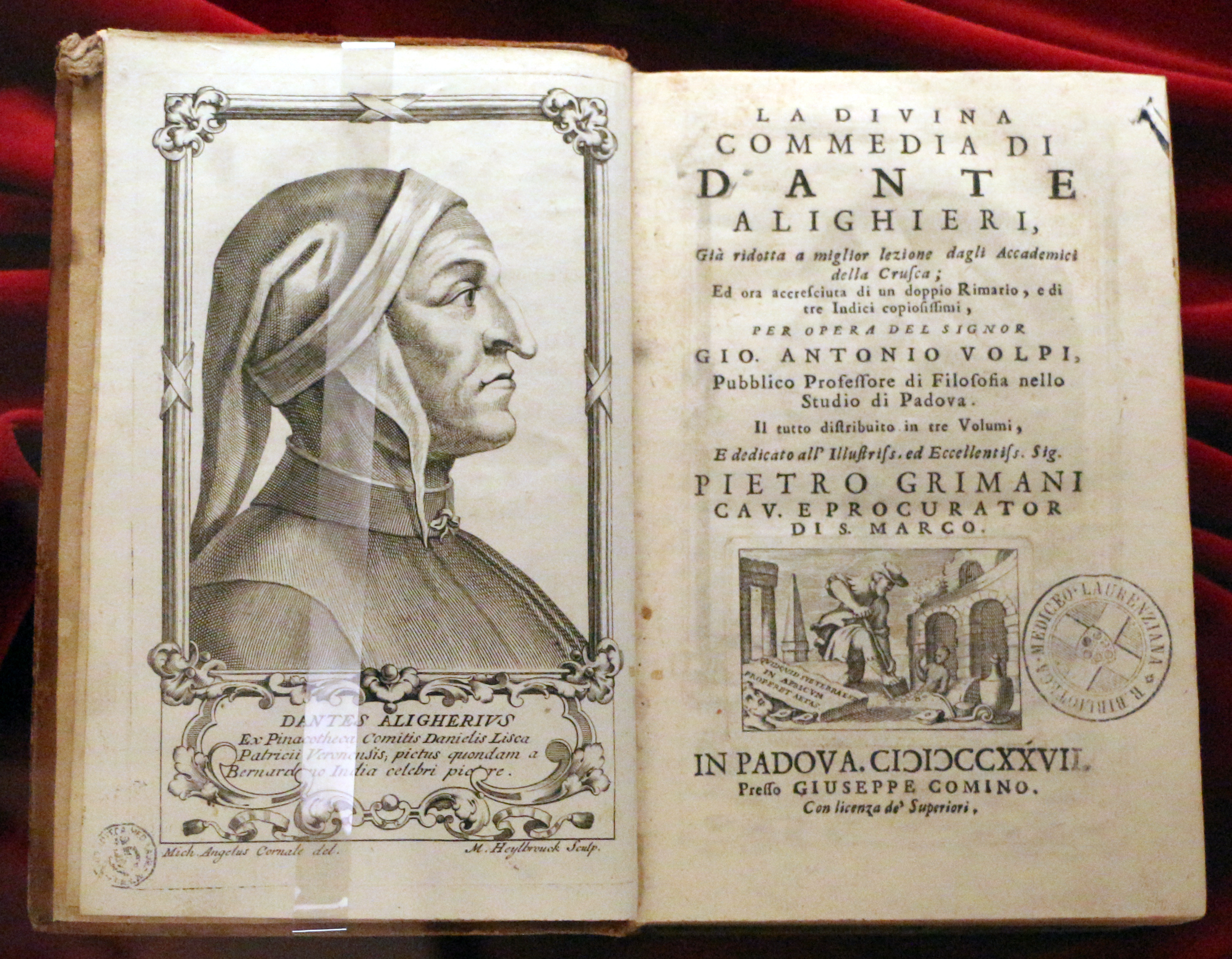
Giovanni Antonio e Gaetano Volpi, La Divina Commedia di Dante... curata dall'Accademia della Crusca con rimario e tre indici, Padova, Giuseppe Comino, 1726-27 (Biblioteca Medicea Laurenziana)

Giuseppe Comino (Cittadella, fine del XVII secolo – Padova, 1762) è stato un tipografo e editore italiano.

## Biografia
Nato a Cittadella (31 km da Padova), si trasferì a Padova nel 1714. Nel 1717 ebbe l'incarico di dirigere la tipografia che i fratelli Giovanni Antonio e Gaetano Volpi avevano fondato nella loro abitazione. Dal sodalizio nacque una casa editrice a cui si devono numerose edizioni di classici (sia latini che contemporanei), conosciute come "cominiane", apprezzate oltre che per l'eleganza della stampa, per la correttezza dei testi, pregio quest'ultimo attribuito soprattutto all'opera dei fratelli Volpi.
Nel quarantennio 1717-1756 la tipografia Volpi-Comino pubblicò oltre duecento opere, soprattutto di classici. Nella tipografia videro luce tuttavia anche testi scientifici, scritti prevalentemente da docenti dell'università di Padova, per es. testi del Poleni e del Morgagni, opere di antiquaria e grandi opere di erudizione. Le tirature di queste edizioni erano relativamente basse, pertanto i prezzi risultavano molto elevati sin dalla prima edizione. Le opere del Comini sono pertanto ancor oggi ricercatissime dai bibliofili e dai collezionisti.

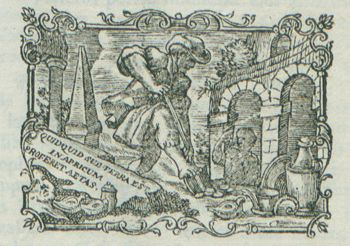
Marca tipografica di Comino

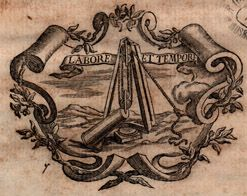
Marca tipografica di Comino

Comini utilizzò due marche tipografiche:
- un contadino che scava in profondità tra rovine antiche, col motto "Quidquid sub terra est in apricum proferet aetas";
- (dal 1741) due aratri, uno in primo aratro che dissoda la terra, un altro sullo sfondo, col motto "Laudato ingentia rura exiguum colito".